# ヒメラ
ヒメラ（ギリシア語：Ἱμέρα）はシケリア（現在のシチリア）の重要なギリシア植民都市の一つである。島の北岸、同じ名前の川（現在のグランデ川）の河口に位置し、パノルムス（現在のパレルモ）とケファロイディオン（現在のチェファル）の間にあった。現在の行政区分ではパレルモ県テルミニ・イメレーゼに属し、市の中心部からは12キロメートル程東に遺跡がある。

## 歴史

### 建設および初期の歴史

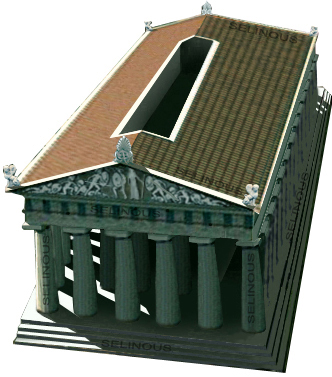
勝利の神殿の復元図

ヒメラはシケリアのこの地域では最初の植民都市であり、シケリア西部のカルタゴの支配領域の直ぐ東に位置する戦略的前哨基地であった。トゥキディデスはシケリアのこの沿岸で唯一のギリシア都市であると述べているが、これは「独立都市」と理解すべきと思われる。ミュラエ（現在のミラッツォ）もシケリア北岸のギリシア都市であったが、ザンクル（現在のメッシーナ）の従属都市であった。全ての専門家がヒメラもまたザンクルの植民地であったと意見が一致しているが、トゥキディデスはザンクルからの移民だけでなく、かなりの数のシュラクサイからの追放者がヒメラに居住しており、結果としてカルシディア（ザンクルを建設したイオニア人都市）の制度とドーリス方言が使われる都市となった。
ヒメラの建設は、ミュラエの建設に続いて行われたと（その位置関係からして当然と考えられるが）、ストラボンもスキムヌス（en）も述べている：トゥキディデスは建設日に関しては触れていないが、ディオドロスはカルタゴに破壊されるまで240年間存続したとしていることから、逆算すると紀元前648年に建設されたことになる。その初期の歴史に関してはほとんど分かっていない。アリストテレスの曖昧な言では、紀元前490年頃までの一時期、アクラガス（現在のアグリジェント）の僭主ファラリスの支配下にあったとされているが、他にそれを裏付ける資料は無い。またザンクルの僭主スキテス（en）が追放されたときに、彼を受け入れている。それからしばらく後、ヒメラはテリルスが独裁することになるが、テリルスはレギオン（現在のレッジョ・ディ・カラブリア）とメッセネ（ザンクルから改名）の双方の僭主となっていたアナクシラスと同盟関係を築いていた。しかしテリルスはアクラガスの僭主テロンの勢力に対抗できず、ヒメラから追放された。テリルスはレギオンのアナクシラスを頼ったが、アナクシラスとカルタゴ王ハミルカルは賓客関係にあった。このため、紀元前480年にカルタゴはシケリアへ大規模な遠征軍を派遣することとなる。

### 最初のカルタゴとの衝突
ハミルカルが率いてシケリアに上陸した軍隊は300,000と言われ、ヒメラの占領というのは口実に過ぎず、実際の目的は全面戦争であったことが分かる。しかしながら、パノルムス（現在のパレルモ）とソルスの近くに立地するヒメラの成長は、既にカルタゴの懸念となっていた可能性がある。このため、ハミルカルの最初の軍事活動はヒメラに向けられることとなった。テロンは自身が動員可能な全兵力を持ってヒメラに入城し、ゲロンの到着まで持ちこたえることができた。ゲロンの兵力はカルタゴを大きく下回っていたが、奇襲によってこの戦闘に大勝利を収め、多くのカルタゴ兵を殺傷した。ギリシア都市にとってヒメラでの勝利は、サラミスの海戦での勝利と並び価値があるものであった。この二つの勝利は同日に起こったと後には信じられるようになった.。

### 第一次ヒメラの戦いの後
この勝利により、テロンのヒメラに対する統治権は、アクラガスと同様に疑いの余地がないものとなった。ただテロンはアクラガスに集中していたようで、ヒメラの統治は息子のトラシダイオスに任せた。しかしこの若者は、暴力的な圧制のために直ぐに民心を失ってしまった。ヒメラの市民はそのときテロンへの敵意のために、シュラクサイの僭主ヒエロン1世に助けを求めたが、その期待は裏切られヒエロンはテロンにこの計画を告げた。テロンはヒメラ市民に報復し、不平市民の多くを殺害し、また多くを追放した。その後、この圧制のためにヒメラの人口が大きく減少すると、様々の地域から多くの市民を移住させて、街の繁栄を取り戻そうとした。移住者の多くはドーリア人であったため、従来の住人であるイオニア人と交じり合って暮らして行くこととなったが、この時点でヒメラはドーリア人の都市となった。ヒメラはシケリアの他のドーリア人都市の制度と政策を受け入れた。この大規模な移住は紀元前476年に行われたと推定され、紀元前472年にテロンが死去するまでその支配下にあった。テロンの死後トラシダイオスが権力を引き継いだが、シュラクサイのヒエロンに戦争を仕掛けて敗北し、アクラガスからもヒメラからも追放された。紀元前466年にヒメラはシュラクサイを支援する兵士を送っていることから、この時期には既にトラシダイオスのくびきから開放されていたことが分かっている。その後紀元前461年頃にはヒメラを追放されていた市民も戻ることが許され、新市民と共に騒乱なく生活した。ディオドロスによると、この時期からしばらくの間、市民間の紛争もなく幸運であったと述べており 、他のシケリアの都市と同様に半世紀の間繁栄を維持することができた。
ヒメラの再和解（紀元前461年頃）からカルタゴによる破壊（紀元前408年）までの期間は、一般的に平和で繁栄した時代と言われており、この間に分かっている唯一の出来事は、紀元前415年に実施されたアテナイのシケリア遠征に関するものである。ヒメラはシュラクサイへの支援を最初に表明した都市の一つであった。このため、アテナイ軍の司令官であるニキアス（en）が艦隊を率いてヒメラの眼前に現れたとき、ヒメラはその入港を拒否した。それからしばらくの後、シュラクサイを支援するためにスパルタのギュリッポスが上陸したのはヒメラであった。ギュリッポスはヒメラから内陸部を通ってシュラクサイに進軍したが、多くのヒメラ市民も従軍した。

### カルタゴによる破壊

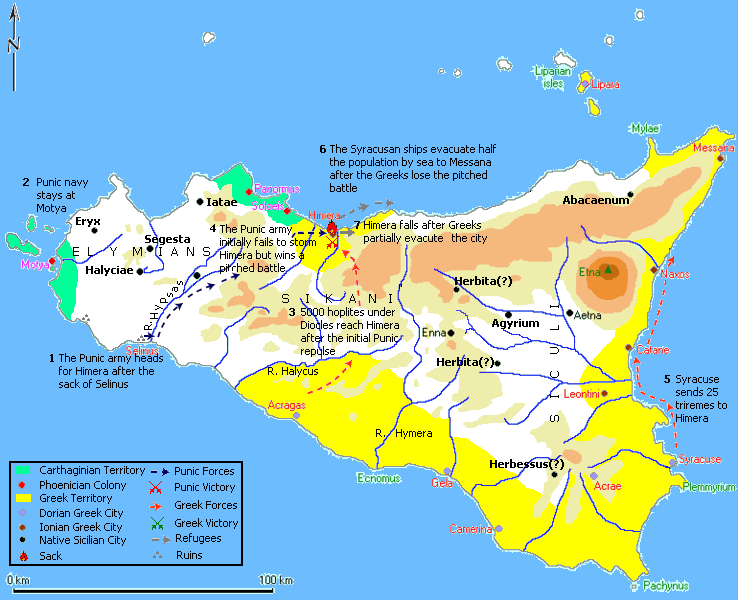

アテナイのシケリア遠征は失敗に終わったが、その数年後にヒメラの繁栄はカルタゴの侵攻により突然の終焉を迎えた。アテナイと同じように、カルタゴは近隣のセリヌスの脅威を受けていたセゲスタ（現在のセジェスタ）を救うために紀元前409年に大軍を派遣した。しかし、実際にはカルタゴはより大きな野望を持っていた。セリヌスを攻略・破壊した後、遠征軍の司令官であったハンニバル・マゴは直ちに軍をヒメラに向けた。ヒメラの防衛体制は不十分であった；城壁は強固ではなかったが、市民は死に物狂いで戦った。また、果敢な出撃によりカルタゴ軍に大きな被害を与えた。シュラクサイの将軍ディオクレス（en）が4,000の兵を率いてヒメラを守っていたが、カルタゴ海軍がシュラクサイを直接攻撃するとの噂が流れ、それに動揺したディオクレスはヒメラを放棄してシュラクサイに引き上げた。残された不幸なヒメラ市民は、単独でカルタゴ軍と戦うことになった。ついに防衛線は破れ、市は略奪された。多くの市民が殺され、捕虜となった市民の内少なくとも3,000が、紀元前480年の戦いで戦死したハミルカル（ハンニバル・マゴの祖父）の犠牲として殺された。ヒメラは建物も含めて完全に破壊され、神殿とて例外ではなかった。
ディオドロスによると、ヒメラは破壊された後で再建されることはなく、彼の時代（紀元前1世紀中頃～後半）まで無人のままであった。他方紀元前405年のカルタゴとシュラクサイのディオニュシオス1世が講和条約では、ヒメラ、セリヌスおよびアクラガス（現在のアグリジェント）の難民は、カルタゴの従属都市となり防御施設を再建しないという条件で、自身の街に戻ることが許されており、ディオドロスの記述と矛盾する。紀元前397年にディオニュシオスカルタゴとの戦争を再開すると、ヒメラ市民これを支持したとの記載があるために、ヒメラを脱出していた市民の多くがヒメラに戻ったように思われる。但し、翌年にはヒメラはカルタゴ側に戻っている。この矛盾に関してはキケロが説明している。ヒメラの破壊後、生き残った市民は、ヒメラの領域内にあり旧市街から遠く離れていないテルマエに落ち着いた。ディオロドロスはキケロとは若干異なった説を唱えており、テルマエは戦争終結前の紀元前407年、カルタゴによって建設されたという。双方の記述とも、実質的には正しいと思われる。カルタゴは旧ヒメラが再占有されるのを防ぐためにテルマエを建設し、戦後ヒメラ市民はテルマエに定住することになったが、その際にヒメラの名前を引き継いだ。ずっと後のことになるが、ヒメラとテルマエは同一の都市とみなされるようになっていた。スキピオ・アエミリアヌスがカルタゴを占領・破壊した後、アクラガス（スキピオ時代にはアグリゲントゥム）およびゲラ（現在のジェーラ）にそれぞれの都市から持ち去られていた彫像を戻しており、またヒメラから持ち去られた彫像をテルマエに戻している。したがって、後世においてもヒメラ人が現存の人々のように話されたり、ヒメラ自身が存在しているかのように扱われることに驚く必要はなく、テルマエのことをヒメラと呼んでいるだけである。紀元前314年に結ばれたアガトクレスとカルタゴの講和条約でも、ヘラクレア（現在のカットーリカ・エラクレーア）、セリヌスおよびヒメラは以前と同じようにカルタゴに従属すると規定されていた。1世紀半ばに書かれたポンポニウス・メラ（en）と大プリニウスの著作にヒメラが現れるのはさらに奇妙に思えるが、キケロやストラボン、さらにディオドロスは、ヒメラは数世紀前に滅んだと明確に述べている。

### テルマエの建設
ヒメラ近郊に新しく建設された街はテルマエもしくはテルマと名づけられたが、明確にするためにテルマエ・ヒメレンシス（ヒメラの温泉）と呼ばれた。テルマエの名はそこの温泉にちなむが、この温泉の最初の発見はヘラクレスの放浪伝説と関連付けられている。テルマエはその後かなりの大きさの都市に成長したが、短期間の例外を除いてカルタゴに従属していた。第一次ポエニ戦争においても、その名前は繰り返し出てくる。紀元前260年、ローマ軍がその近郊に野営していたが、カルタゴ軍の攻撃を受け大損害を受けたことが記録されている。戦争終結前にテルマエは包囲されローマ軍に占領された。キケロによるとローマはこれを再建してテルミターニと呼び、共和政ローマに忠誠な都市としてローマの法律を適用した。第一次ポエニ戦争中にはテルマエはローマに敵対していたために、ローマの都市になったのはその後のことであるが、正確な時期は分からない。キケロの時代（紀元前1世紀半ば）には、テルマエはかなりの貿易が行われている繁栄した都市となっていたが、キケロは「最大の城砦都市（オッピドゥム）ではない」と述べている。アウグストゥス帝時代にはローマ帝国のコロニア（植民市）になっていたようで、「Coloniae Augustae Himeraeorum Thermitanorum（アウグスタ・ヒメラエオラム・テルミタノラム植民市）」と刻まれた碑文が発見されており、大プリニウスが「テルマエ・コロニア」と記しているのは（南海岸のテルマエ・セリヌンティアムと混乱が見られるが）この街を指していることはほとんど疑いがない。その後のテルマエに関する記述はほとんどないが、プトレマイオスの著作やアントニウスの旅程表のポイティンガー図に名前が見えることから、ローマ帝国時代を通じて存続していたことは明らかであり、現在のテルミニ・イメレーゼに古代の遺跡や名前が残っていることから、人が住まなくなったことは無いと思われる。古代テルマエの壮大さと市民が芸術を愛していたことは、キケロの著作で「in primis Siciliae（シキリアで第一）」とされていることで裏付けられている；キケロの時代でもスキピオがカルタゴ征服の再に取り戻した彫像がテルミターニに保存されていたが、それは過去の遺産としてだけではなく芸術作品としても貴重なものであった。ヒメラから出土する多数のコインは、その古代の都市の富を証明している。

## ヒメラの位置
多数の遺物と、さらには温泉そのものから、テルマエの位置に関しては疑問の余地はないが、より古代の都市であるヒメラの場所に関しては最近まで議論の対象となっていた。ヒメラの名前はヒメラ川に由来するものであるが、16-17世紀の歴史家フィリップ・クルーヴァー（ee）は、テルミニのすぐ西を流れるサン・レオナルド川がヒメラ川で、ヒメラはその左岸にあったと考え、19世紀まではそれが主流となっていた。この仮説では、住民は川の左岸から右岸に移動しただけであり、ヒメラとテルマエが同一の都市と認識されていたことを説明できる。他方で、サン・レオナルド川がヒメラ川であると仮定するには問題点もあった；ヒメラ川に関する各種のデータは、16世紀の歴史家であるトマソ・ファッツェーロ（en）が唱えたように、その河口がテルミニの東8マイルにある現在のグランデ川（en）と一致する。現在では殆どの学者がこの説を受け入れている。キケロが「新しい都市は古い都市から遠くない場所に建設された」と記載してることから、8マイルの距離は離れすぎているとは言えないし、また「同じ領域」との説明もあることから、非常に近接していた訳でもないと推定される。さらに付け加えるならば、カルタゴ人にとって自身の植民都市であるソルスやパノルムスに近い場所に新しい都市を建設する（すなわちヒメラより西側）ことが望ましかったと思われる。ファッツェーロの説は、周囲の状況からも裏付けられている。海岸沿いのトッレ・ディ・ボンフォルネッロ（グランデ川の左岸で河口近く）をヒメラとするもので、そこには何の遺跡も残ってはいなかったが、花瓶や青銅製品、また多くの墓室が発掘されていた。他方、クルーヴァーも他の歴史家も、ヒメラ川西岸の古代の遺物に気づいていなかった。

## 遺跡・遺物
現在残っている遺跡はニーケーに捧げられた勝利の神殿（en）のみである。ドーリア式の神殿で紀元前480年のカルタゴに対する勝利を記念したものといわれている（但し、最近では何人かの学者がこの説を疑っている）。神殿の南側にはネクロポリスがあった。ここで発見された遺物のいくらかは小さな古代芸術博物館に保管されているが、より重要なものはパレルモの考古学博物館に展示されている。

## 著名な人物
詩人ステシコロスはヒメラの出身であるといわれているが、実際の生誕地はマグナ・グラエキアのメタウロス（現在のジョイア・タウロ）である。紀元前630年、ステシコロスはヒメラに移住し、晩年をそこで過ごして詩を書いた。ピンダロスが讃える古代オリンピックの勝者であるエルゴテレス（en）もヒメラ市民ではあったが、ここの生まれではない。一方、シュラクサイの僭主アガトクレスはテルマエで生まれている。

## 参考資料
- この記事には現在パブリックドメインである次の出版物からのテキストが含まれている: Smith, William, ed. (1854–1857). Dictionary of Greek and Roman Geography. London: John Murray. {{cite encyclopedia}}: |title=は必須です。 (説明)